# Victoria, Colombia
Victoria är en ort i Colombia.   Den ligger i departementet Caldas, i den centrala delen av landet, 120 km nordväst om huvudstaden Bogotá. Victoria ligger 712 meter över havet och antalet invånare är 4 723.
Terrängen runt Victoria är lite bergig, och sluttar brant österut. Runt Victoria är det ganska tätbefolkat, med 120 invånare per kvadratkilometer. Närmaste större samhälle är Mariquita, 13,2 km söder om Victoria. Omgivningarna runt Victoria är huvudsakligen savann.